# Ri Yong-jik
Ri Yong-jik (kor. 리영직, jap. 李 榮直; * 8. Februar 1991 in Osaka, Japan) ist ein nordkoreanischer Fußballspieler.

## Karriere

### Verein
Ri Yong-jik erlernte das Fußballspielen in der Universitätsmannschaft der Osaka University of Commerce im japanischen Osaka. Seinen ersten Vertrag unterschrieb er 2013 bei Tokushima Vortis. Der Verein aus Tokushima spielte in der zweiten japanischen Liga, der J2 League. Am Ende der Saison stieg man als Tabellendritter in die erste Liga auf. Nach nur einem Jahr stieg Tokushima Ende 2014 wieder in die zweite Liga ab. Nach dem Abstieg verließ er den Verein und schloss sich dem Zweitligisten V-Varen Nagasaki aus Nagasaki an. Für Nagasaki absolvierte er 47 Zweitligaspiele. 2017 verpflichtete ihn Ligakonkurrent Kamatamare Sanuki aus Takamatsu. Nach 23 Zweitligaspielen ging er Anfang 2018 zum ebenfalls in der zweiten Liga spielenden Tokyo Verdy. Hier stand er bis Ende 2019 unter Vertrag. Anfang 2020 nahm ihn der Zweitligist FC Ryūkyū aus der Präfektur Okinawa unter Vertrag. Am Ende der Saison 2022 belegte Ryūkyū den vorletzten Tabellenplatz und musste in die dritte Liga absteigen. Nach dem Abstieg und 91 Ligaspielen wechselte er zu Beginn der Saison 2023 zum ebenfalls in die dritte Liga abgestiegenen Iwate Grulla Morioka.

### Nationalmannschaft
Ri Yong-jik spielt seit 2015 in der nordkoreanischen Nationalmannschaft. 2015 und 2019 nahm der mit dem Team an der Fußball-Asienmeisterschaft teil. An der Ostasienmeisterschaft nahm er mit Nordkorea 2015 und 2017 teil.